# Museo civico Garibaldino IV luglio 1866
Il Museo civico garibaldino IV luglio 1866 di Vezza d'Oglio, in provincia di Brescia, è una esposizione permanente di armi e oggetti legati alla battaglia di Vezza d'Oglio, qui combattuta il 4 luglio 1866 tra le truppe del Corpo Volontari Italiani di Giuseppe Garibaldi e i soldati dell'Esercito imperiale austriaco, nel contesto della terza guerra d'indipendenza italiana. Nella sala espositiva si trovano armi, divise, bandiere e oggetti legati alla battaglia e ai suoi protagonisti.
Il museo si trova all'interno della Torre Federici di Vezza d'Oglio, parte del medievale palazzo della famiglia Federici, che detenne il titolo comitale e governò su Vezza d'Oglio e i comuni circostanti alla fine del Medioevo.
Il museo si è occupato dell'organizzazione, il 2-3 luglio 2016, in occasione del 150º anniversario della battaglia, delle cerimonie commemorative presso il monumento dei caduti e l'ossario, delle celebrazioni religiose e civili e dell'organizzazione di una rievocazione storica della battaglia.